# 26074 Carlwirtz
26074 Carlwirtz este o planetă minoră (asteroid), cu un diametru de , din Mars-crossing asteroid[*]. A fost descoperită pe 8 octombrie 1977 la Observatorul European Austral de Hans-Emil Schuster⁠(d) și a fost numită după Carl Wilhelm Wirtz⁠(d). 
Obiectul prezintă o orbită caracterizată de o semiaxă mare de 1,81121 UAi, o excentricitate de 0,09, o înclinație de 31,60974 ° în raport cu ecliptica.